# ونکه میره
وِنکه میره (نروژی: Wenche Myhre؛ زاده ۱۵ فوریه ۱۹۴۵) خواننده نروژی است.
او نماینده آلمان در یوروویژن ۱۹۶۸ بود.